# Pterygia (chi ốc biển)
Pterygia là một chi ốc biển, là động vật thân mềm chân bụng sống ở biển trong họ Mitridae.

## Các loài
Các loài thuộc chi Pterygia bao gồm:
- Pterygia arctata (Sowerby, 1874)[2]
- Pterygia conus (Gmelin, 1791)[3]
- Pterygia crenulata (Gmelin, 1791)[4]
- Pterygia dactylus (Linnaeus, 1767)[5]
- Pterygia fenestrata (Lamarck, 181)[6]
- Pterygia japonica Okutani & Matsukuma, 1982[7]
- Pterygia nucea (Gmelin, 1791)[8]
- Pterygia pudica (Pease, 1860)[9]
- Pterygia purtymuni Salisbury, 1998[10]
- Pterygia scabricula (Linnaeus, 1767)[11]
- Pterygia sinensis (Reeve, 1844)[12]
- Pterygia undulosa (Reeve, 1844)[13]

## Hình ảnh

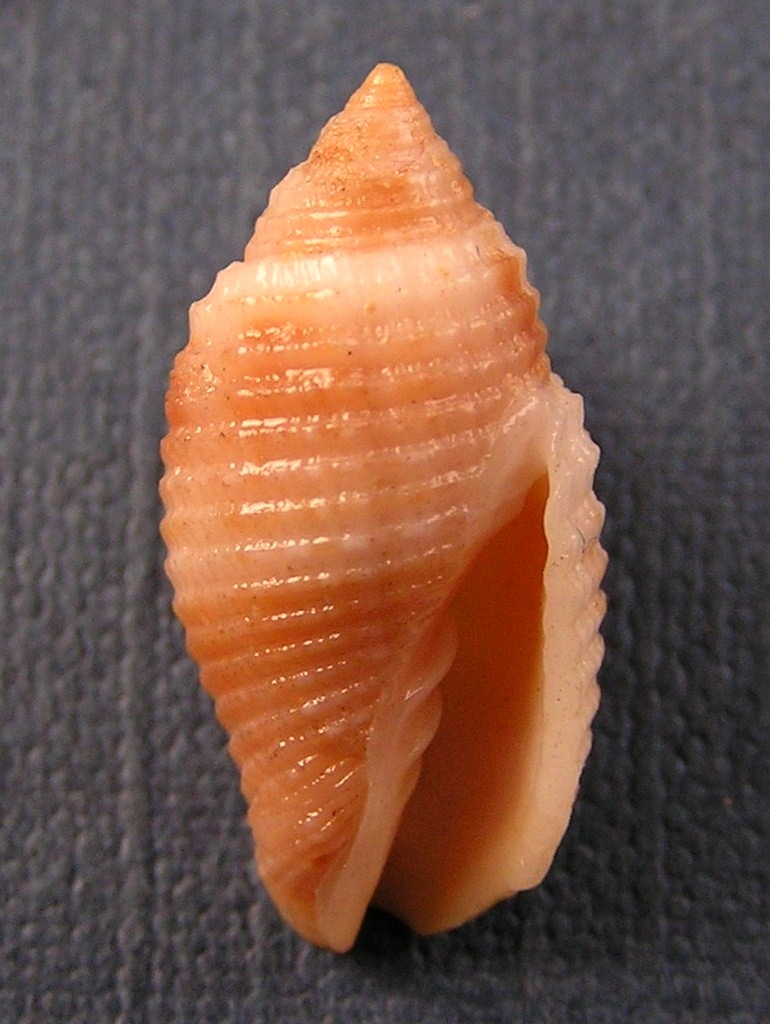